# Schlumbergera obtusangula
Schlumbergera obtusangula là một loài thực vật có hoa trong họ Cactaceae. Loài này được (K. Schum.) D.R. Hunt miêu tả khoa học đầu tiên năm 1969.